# Annibal (Marivaux)
Pour les articles homonymes, voir Annibal.
Annibal est une tragédie en cinq actes et en vers de Marivaux représentée pour la première fois par les Comédiens ordinaires du roi le 16 décembre 1720 de la rue des Fossés Saint-Germain, et reprise le 27 décembre 1747 à la Comédie-Française.
Marivaux ayant résolu de faire sa tragédie, au moment où Voltaire venait d'obtenir un succès éclatant au théâtre avec son Œdipe, il choisit un sujet tout cornélien : la mort d'Annibal qui, après avoir mis Rome à deux doigts de sa perte, se voit pourchassé partout par la haine des Romains et, désespérant de ceux qui lui avaient fourni un asile, meurt pour ne pas tomber entre les mains implacables de ceux qu'il avait fait trembler. Cette pièce, dont le sujet avait déjà été traité dans cinq tragédies jouées de 1631 à 1697, dont une de Georges de Scudéry et une de Thomas Corneille, n'eut qu'un succès d'estime : elle ne connut que quatre représentations, dont une à la cour. Marivaux a offert une analyse des causes de ce semi-échec dans son Avertissement lors de la publication de la pièce.
Lors de sa reprise, vingt-sept ans plus tard, elle eut plus de succès : « Les beautés dont cette tragédie est pleine nous feraient regretter qu'il ne se fût pas attaché à ce genre, si les excellentes productions qu'il a données en plusieurs autres pouvaient laisser quelque chose à désirer sur l'emploi de ses talents supérieurs. La pièce a été reçue avec beaucoup d'applaudissements, et elle le mérite. »

## Distribution
- Prusias.
- Laodice, fille de Prusias
- Annibal.
- Flaminius, ambassadeur romain
- Hiéron, confident de Prusias
- Amilcar, confident d'Annibal
- Flavius, confident de Flaininius
- Égine, confidente de Laodice

## L'intrigue
Amoureux de Laodice, la fille de Prusias, Annibal est en rivalité d'amour avec l'ambassadeur romain, Flaminius, venu, au nom du Sénat, demander qu'Annibal soit livré. Fort embarrassé entre le soin de sa mission et celui de sa flamme, celui-ci mêle assez gauchement l'une et l'autre. Laodice a autrefois aimé Flaminius et elle l'aime encore, mais la grandeur d'Annibal parle à son cœur, et elle est prête à l'épouser. Elle se servira de son pouvoir sur Flaminius pour tâcher d'en faire un défenseur de l'homme à qui elle a promis sa main. 

## Analyse des personnages
Prusias fut réellement roi de Bithynie de 230 av. J.-C. à 182 av. J.-C. L'action de la tragédie de Marivaux se situerait en l'an 183 av. J.-C., année au cours de laquelle le roi fut effectivement sommé par Rome de lui livrer Annibal. Le personnage, hormis en quelques scènes, démontre une rare faiblesse de caractère pour un personnage de Tragédie, qui plus est issu de la noblesse. C'est cette même faiblesse, cette même pusillanimité qui fera en sorte que, ayant recueilli Annibal chassé de toutes parts, il l'autorisera à lui parler de manière fort abrupte (Acte I, scène 3) et qui, par ailleurs, le rendra responsable de trahison face à son hôte (projet qui germe en son esprit dès le début de l'acte III). C'est Annibal qui doit lui rappeler sa qualité de Roi, et donc la déférence qu'il est en droit d'attendre : « Et n'êtes-vous pas roi ? » et plus loin « Quoi ! Seigneur, votre rang n'est pas sacrifié/En courant au devant des pas d'un Envoyé ? » (Acte I, scène 3). Lorsque, dans l'acte II, scène 2, Flaminius l'agonit d'une tirade de menaces qui excède 40 vers, on sent pour un temps que Prusias retrouve sa dignité et trouve des mots, marqués par un discours en anaphore, qui préserveront sa dignité individuelle : 
« Seigneur, quand le Sénat s'abstiendrait d'un langage/Qui fait à tous les rois un si sensible outrage,/Que sans me conseiller le secours de l'effroi,/Il irait simplement ce qu'il attend de moi :/Quand le Sénat enfin honorerait lui-même/Ce front qu'avec éclat distingue un diadème ;/Croyez-moi, le Sénat et son Ambassadeur/N'en parleraient tous deux qu'avec plus de grandeur » (Acte II, scène 2)
Pourtant, cette réplique n'est que le résultat des harangues préliminaires d'Annibal, et ce plus, après une première tirade, ce n'est plus lui mais bien Annibal qui prendra la parole et débattra contre Flaminius. À la fin de l'acte II, la pusillanimité de Prusias semble s'être évanouie, et c'est en constatant le choix cornélien face auquel il se trouve que le lecteur rationalise les tourments et tergiversations avec lesquelles il lutte.
Mais toute cela est de courte durée, et c'est beaucoup moins de perfidie que de lâcheté ou de faiblesse qu'il faut accuser Prusias. Tel que nous l'avons dit précédemment, c'est Annibal qui mène et achève l'entretien de l'acte II, scène 2; c'est paré d'Annibal que Prusias se montre à nouveau devant Flaminius dans l'acte III, scène 4, couardise qui irrite l'ambassadeur romain : « De qui dépendez-vous ?Instruisez-moi, de grâce,/Est-ce à vous qu'on m'envoie ? Est-ce ici votre place ?/Qu'y faites-vous enfin ? » lance-t-il alors à Annibal, omniprésent. dans l'acte III, scène 5, Prusias ne dit pas un mot et subit en silence les menaces de Flaminius. Ce n'est que lors de son monologue de la scène 6 qu'on lui découvre à nouveau quelque conscience morale face au sort vers lequel il commence à pencher et qu'il réserve à son hôte.
Enfin, les actes IV et V consomment la peinture d'un personnage pusillanime, voire méprisable, a fortiori si l'on se remémore les codes de l'honneur, non seulement du XVIIIe siècle, mais qui articulent la grandeur de la noblesse. Ainsi, en l'acte IV, scène 6, c'est un personnage dépourvu de toute respectabilité qui ment à Annibal lui demandant : « Seigneur, je suis chez vous, y suis-je en sûreté ?/Ou bien dois-je craindre une infidélité ? » en lui répondant « Ici ? N'y craignez rien, Seigneur ». Dans ce mensonge, tout alors que sa résolution est déjà prise de livrer Annibal, et dans sa pleutrerie à affronter ce dernier qui pourtant a conscience du problème qu'il pose, c'est à Judas livrant Jésus que le personnage fait songer. D'ailleurs, c'est sans passion, dans un dénouement plat et marqué par un déshonneur absolu que la Tragédie s'achèvera pour lui : sur une raillerie et une malédiction bien méritées que profère Annibal.
Laodice est fille de Prusias ; en tant que seule femme parmi les personnages principaux, c'est autour d'elle que s'organise le schéma tragique : A qui aime B qui aime C, et qui correspond ici à : Annibal qui aime Laodice qui aime Flaminius. Encore que l'originalité de la tragédie de Marivaux soit précisément de mettre à mal ce schéma classique, non pas par entêtement rebelle, mais beaucoup plus, au contraire, grâce à sa grande finesse psychologique qui lui permet d'illustrer une évolution sentimentale au sein même de la pièce, et non pas dans un avant faisant en sorte que tout soit déjà joué.
C'est Laodice qui domine la scène d'exposition. Cet incipit, d'une extrême efficacité, fait état de l'ensemble du schéma mentionné précédemment. À sa confidente Égine, et dans de très beaux vers, elle avoue son amour pour l'ambassadeur qui doit revenir chez elle. Mais loin d'être un aveu classique, centré sur le personnage et son sentiment, nous assistons à une héroïne peignant avec tendresse le portrait de l'être aimé, face auquel elle éprouvait toutefois une grande défiance et peu d'affection au départ :
« Ce Romain n'en parut ni surpris, ni flatté./Cependant, ces respects et cette déférence,/Blessèrent en secret l'orgueil de ma naissance./J'eus peine à voir un Roi, qui me donna le jour/Dépouillé de ses droits et Courtisans dans sa Cour ;/Et d'un front couronné, perdant toute l'audace,/Devant Flaminius n'oser prendre sa place./J'en rougis et jetai sur ce hardi Romain,/Des regards qui marquaient un généreux dédain :/Mais du Destin, sans doute, un injuste caprice/Veut, devant les Romains, que tout orgueil fléchisse./Mes dédaigneux regards rencontrèrent les siens ;/Et les siens, sans effort, confondirent les miens./Jusques au fond du cœur, je me sentis émue./Je ne pouvait ni fuir, ni soutenir la vue./Je perdis, sans regret, un impuissant courroux ;/Mon propre abaissement, Égine, me fut doux ;/J'oubliais ces respects qui m'avaient offensée ». (Acte I, scène 1)
Cette portion de la tirade liminaire de Laodice laisse sous-entendre non seulement la médiocrité de son père, dont nous avons longuement parlé ci-dessus, mais aussi une certaine aisance et une grande confiance en soi du côté de Flaminius. Mais ce qui ressort davantage est sans doute le caractère même de l'héroïne, qui, possédant tout l'orgueil dont Annibal voudrait que Prusias se souvînt, détient dès le début une grande prestance et une foudroyante lucidité. C'est d'ailleurs souvent par son personnage, dont la fermeté et la lucidité font largement écho à celui de Silvia dans Le Jeu de l'amour et du hasard, en dépit de la différence de registres, que l'on sent la finesse psychologique de Marivaux. Ainsi, l'amour de Flaminius n'est pas, pour Laodice, formellement interdit par quelque devoir d'état, surtout au moment de cet innamoramento brutal et entier qui n'est pas sans rappeler celui de la grande Phèdre chez Racine (« Je le vis, je rougis, je pâlis à sa vue./Un trouble s'éleva dans mon âme éperdue ;/Mes yeux ne voyaient plus, je ne pouvais parler ;/Je sentis tout mon corps et transir et brûler ») - non, cet amour est avant tout perçu telle une défaite face à elle-même. On pourrait même se risquer à dire que le fait qu'elle ploie malgré elle face à Flaminius incarne, sur le plan allégorique, l'inexorable soumission de tous à Rome et inversement, l'irrésistible montée en puissance de Rome, à laquelle elle fait elle-même référence, et qui sera un pivot de la pièce.
À travers la pièce, Laodice, s'avère à être, en quelque sorte, le pendant noble et positif de son père, ce qu'elle soulignera involontairement à force de remarques du genre : « Seigneur, quand Annibal arriva en ces lieux, /Mon père le reçut comme un présent des Dieux » (Acte I, scène 3), commentaire qui, mis en contraste avec le déroulement de la pièce, accroîtra le mépris du spectateur pour le roi. Il en va de même lorsqu'elle s'entête à rappeler « Mon père est vertueux » (Acte IV, scène 2)ou qu'elle tâche jusqu'au bout d'amenuiser la honte qui plombe désormais sur sa famille, et qu'elle sent inéluctable : « Mais de la trahison le Roi n'est pas complice / Fidèle à votre gloire, il veut la garantir » (Acte V, scène 4), alors que nous savons dès longtemps que tout est déjà perdu.
Absente de l'acte II du fait de sa qualité paradoxale de femme, étant donné que cet Acte est entièrement dominé par des questions d'ordre stratégique, militaire et politique, dominé par de basses tractations et de longs rappels héroïques, Laodice est toutefois bien présente à l'esprit des personnages qui y disputent.
En effet, promise à Annibal par son père qui avait pour projet de « confondre à jamais son sort avec le [sien] » (Acte II, scène 4), elle est néanomoins convoitée par Flaminius, à qui la chance semble sourire : aimé de Laodice, traité par Prusias comme un de ses « pareils » (Acte I, scène 3, ce qui enrage Annibal), il jouit également du soutien du Sénat dans le projet de demander la main de Laodice :
« Malgré le mépris
Que pour les Rois tu sais que le Sénat a pris,
Son orgueil inquiet en fait un sacrifice,
Et livre à mon espoir la main de Laodice » (Acte II, scène 1)
Laodice apparaît dès lors comme la pomme d'or d'Éris, convoitée par tous, mais bien décidée à ne pas être gouvernée par ses passions plus que par son père.
En outre, le personnage se retrouve au cœur des déchirements amoureux de la pièce. Réapparaissant à l'acte III, on la voit en proie aux conséquences d'une double péripétie qui nous attache au personnage, et où nous reconnaissons néanmoins les ressorts comiques les plus efficaces de Marivaux. Outragée à tort au début de l'acte, se méprenant sur l'identité du mari qu'on lui propose en disant Egine, il doit me voir, pour me faire accepter Je ne sais quel époux, qu'il doit me présenter., et nous assistons à une scène typique d'amoureuse transie réalisant, encore une fois à tort, qu'elle n'est pas aimée en retour, ce qui est bien marqué par la double allitération en R et en T du vers : Oh ! D'un retrour trompeur, apparence flatteuse ! (Acte III, scène 1) Mais tout ceci n'est que pour mieux se rendre compte ensuite que Flaminius est bel et bien venu demander sa main pour lui-même : Je vous ai tu son nom, dit-il, mais mon récit peut-être Et le vif intérêt que j'ai laissé paraître Sans vous expliquer plus vous instruisent assez. (Acte III, scène 2). Soudain, l'amour semble possible entre eux, et Flaminius lui-même apparaît sous un jour plus aimable qu'au cours de l'acte II.
Mais Laodice n'est guère une amoureuse fleur bleue, encore moins une amoureuse aveuglée par la passion, comme on s'y attendrait de la part d'une héroïne de Tragédie. Bien au contraire : si elle ne peut être stratège politique ou militaire, emprisonnée par son sexe, elle devra utiliser les armes dont elle dispose, ce qu'elle fait avec brio. Après que Flaminius eut appris que c'était à Annibal qu'elle était promise, elle tente des négociations. En effet, son amour pour Flaminius ne l'aveugle pas quant à l'immense respect qu'elle éprouve pour Annibal, et elle emploiera l'un pour tâcher de soutenir l'autre. Elle tentera donc de manipuler l'ambassadeur aux fins les plus nobles :
« Votre emploi dans ces lieux à ma gloire est funeste / Ce Héros qu'aujourd'hui vous demandez au Roi / Songez, Flaminius, songez qu'il eut ma foi / Que de sa sûreté cette foi fut le gage / Que vous m'insulteriez en lui faisant outrage / Les droits qu'il eut sur moi sont transportés à vous / Mais enfin ce Guerrier dût être mon époux. / Il porte un caractère à mes yeux respectable / Dont je lui vois toujours la marque ineffaçable / Sauvez donc ce Héros : ma main est à ce prix ». (Acte IV, scène 3)
Ce passage, comme de nombreux autres, témoigne de la grandeur d'âme de cette femme, plus juste et plus noble que son père, qui ne sacrifiera ni son estime, ni son devoir ni son bon sens à la passion. Elle ne dissimule pas même son entreprise de manipulation face à Flaminius. Bien au contraire lui dit-elle : « N'importe, plus je cède à l'amour qui m'inspire / Et plus sur vous peut-être obtiendrai-je d'empire » (Acte IV, scène 3). Laodice se révèle enfin à être si cérébrale et rationnelle que son amour ne survivra pas à sa déception. Lorsqu'elle se rend compte de l'opiniâtreté de Flaminius face à son devoir, que rien ne le fera fléchir, elle démontre un dégoût profond où est scellé le volet amoureux de la Tragédie : « Tes devoirs tant vantés, Ministre des Romains / Étaient donc d'outrager le plus grand des humains ? / De quel indigne Amant mon âme possédée / Avec tant de plaisir gardait-elle l'idée ? » (Acte V, scène 5). À la surprise succède donc la déception, à la déception le mépris et au mépris la honte de soi-même, la honte de ses sentiments, qui sont les seuls dont elle a conscience depuis le début qu'elle ne peut les contrôler.
Enfin, Laodice incarne, avec nuances, un être de Raison ; une Raison flexible, qui, par delà les bornes imposées par les conditions, les tâches et les négociations, fait triompher la Logique sur le Devoir. En ce sens, elle est une grande réussite de Marivaux, qui non seulement a concocté en elle un être qui sait reconnaître l'emprise des passions tout en ne s'en laissant pas submerger, mais aussi un personnage qui remet en question la notion même d'honneur, de devoir et de Raison. Laodice incarne ainsi ce à quoi peu de personnages parviennent en littérature : une droiture parfaite, une droiture admirable qui s'adapte et qui a compris qu'elle nécessitait, pour être réelle, l'emploi d'un discernement transcendant le devoir. C'est avec résignation mais force qu'elle prend, au début de l'acte IV, la résolution de rester fidèle à Annibal pour l'honneur de celui-ci, sentant sans doute s'approcher l'infidélité de son père : « Abjure tes souhaits, mon cœur ; qu'il te souvienne / Que c'est faire des vœux pour sa honte et la mienne ». (Acte IV, scène 1)
À cet égard, l'acte IV est crucial. C'est là où croît l'estime qu'elle ressent pour Annibal, au point de se transformer en une réelle affection : « Vivez, Seigneur, vivez ; j'estime trop moi-même / Et la gloire et le cœur de ce Héros qui m'aime / Pour ne l'instruire pas, si jamais dans ces lieux / Quelqu'un lui réservait un sort injurieux ». (Acte IV, scène 2). Mais c'est dans la scène suivante, avec Flaminius, que Laodice atteint le paroxysme de sa grandeur, et où culmine la passion de Justice du personnage. Après avoir demandé grâce pour Annibal, Flaminius semble refuser le marché en invoquant son devoir ; c'est là qu'elle raille ce soi-disant devoir pour la première fois : 
« Suivez-vous un devoir si sauvage / Qui vous inspire ici des sentiments outrés, / Qu'un tyrannique devoir ose rendre sacrés ? / Annibal chargé d'ans va terminer sa vie ; / S'il ne meurt outragé, Rome est-elle trahie ? / Quel devoir ! (Acte IV, scène 3).
On sent ici l'absurdité de la rigidité des lois qu'elle dénonce. Mais elle va plus loin ; elle dénonce aussi, ce qui recèle d'ailleurs une portée idéologique qui dépasse, pour Marivaux, de beaucoup le cadre de cette pièce, l'absurde invocation des dieux pour justifier la légitimité des actions de Rome :
« Ah ! Les consultez-vous, Romains ambitieux ? / Ces Dieux, Flaminius, auraient cessé de l'être / S'ils voulaient ce que veut le Sénat votre maître. / Son orgueil, ses succès sur de malheureux Rois, / Voilà les Dieux dont Rome emprunte tous ses droits ; / Voilà les Dieux cruels à qui ce cœur austère / Immole son amour, un Héros et mon père ». (Acte IV, scène 3)
Enfin, alors que Flaminius se lamente sur le fait que son honneur le force à accomplir sa mission contre son inclination, et qu'elle rougirait peut-être elle-même de régner sur un cœur qui l'aimerait plus que sa foi et son honneur, Laodice éclate en imprécations, dénonçant le manque de discernement, l'obéissance aveugle et l'argument facile dans une tirade que certains héros cornéliens auraient mérité d'entendre :
« Ah ! Seigneur, oubliez cet honneur chimérique / Crime, que d'un beau nom couvre la politique, / Songez qu'un sentiment et plus juste et plus doux / D'un lien éternel va m'attacher à vous ». (Acte IV, scène 3)
Noble, juste, grande, fidèle, lucide face à ses mouvements, Laodice est, à coup sûr, le personnage qui, avec Annibal, nous permet de ressentir la catharsis.
Annibal est le héros éponyme de la pièce. Il s'agit du grand guerrier que l'Histoire a fermement retenu pour ses exploits contre Rome à la bataille de Cannes en 216 av. J.-C., pour avoir ébranlé Rome et l'avoir attaquée avec des éléphants. Cet héroïsme, point de départ de l'intrigue et du respect comme de la haine dont le gratifient les différents personnages, est régulièrement rappelé par lui-même afin de démontrer la fragilité de Rome, qui se dissimule sous une implacable autorité. Annibal, devenu le principal défenseur de Prusias au cours de la pièce, au point de se substituer entièrement à lui en de nombreuses scènes, se conçoit donc, grâce à sa valeur et son héroïsme, tel une véritable arme de dissuasion face à Flaminius qui vient menacer Prusias :
« En effet, si le Roi profite du séjour / Que les Dieux ont permis que je fisse en sa cour / S'il ose pour lui-même employer mon courage / Je n'en demande pas à ces Dieux davantage ». (Acte II, scène 2)
La conquête planifiée de Rome, avortée in extremis, est fréquemment brandie sous les yeux de l'ambassadeur, qui, tout en restant de glace et tâchant de minimiser les paroles d'Annibal en rappelant sa défaite finale, finira à la fin de la pièce par reconnaître les qualités exceptionnelles du héros éponyme. C'est, par exemple, par ce début de tirade qu'Annibal répondra, à la place de Prusias, aux menaces de Flaminius :
« Ne vous souvient-il plus du temps, où, dans mes mains, / La victoire avait mis le destin des Romains ? / Retracez-vous ce temps, où par moi l'Italie, / D'épouvante, d'horreur et de sang fut remplie ? / Laissons de vains discours, dont le faste menteur, / De ma chute, aux Romains, semble donner l'honneur ; / Dites, Flaminius, quelle fut leur ressource ? / Parlez, quelqu'un de vous arrêta-t-il ma course ? / Sans l'imprudent repos que mon bras s'est permis, / Romains, vous n'auriez plus d'amis ni d'ennemis ». (Acte II, scène 2)
Entre Flaminius et Annibal, c'est ainsi une guerre imaginaire qui se déclenche, une guerre d'hypothèses auxquelles on répond par la réalité, sans toutefois que la réalité ne soit en quoi que ce soit convaincante ni satisfaisante pour celui qui la rappelle. Ainsi, Annibal se complaît dans l'idée d'avoir pu vaincre Rome, dans l'idée qu'il ne doit sa défaite qu'à lui-même et que malgré sa retraite, son orgueil n'en est pas réellement affecté. En contrepartie, Flaminius lui rappelle qu'en dépit du courage et des talents dont il se vante, c'est sa défaite qui est entrée dans l'Histoire. Cette lutte acharnée entre deux hommes à l'âge, aux fonctions et aux personnalités très différentes se double dans la pièce d'une rivalité amoureuse, où Flaminius semble cette fois avoir l'avantage. Amant aimé en retour, disposant de l'autorité politique et négociatrice pour faire triompher son penchant, il ne jouira cependant jamais de son avantage : il décevra, et le plaisir de l'amour sera détruit par la honte du mépris que lui vouera Laodice.
Annibal est politiquement, le défenseur de l'ordre ancien et pour ceci, peut paraître assez rétrograde à travers ses discours de l'acte I pour nos contemporains, étant donné qu'il défend la déférence absolue due aux Rois et réfute la dignité du Sénat romain. Il appert que l'Idée de la République ne lui plaît guère, d'autant plus que cette république semble exercer un pouvoir plus tyrannique que n'importe quel roi (ce en quoi il est cependant moderne). Il dit à Prusias
« Eh quoi ! Pour vous pareils voulez-vous reconnaître / Des hommes, par abus, appelés Rois sans l'être ? / Des esclaves de Rome et dont la dignité / Est l'ouvrage insolent de son autorité ; / Qui du Trône héritiers n'osent y prendre place, / Si Rome auparavant n'en a permis l'audace ; / Qui sur ce Trône assis, et le sceptre à la main / S'abaissent à l'aspect d'un Citoyen romain ? » (Acte I, scène 3)
À mesure qu'avance la pièce, on sent cependant que c'est l'autorité absolue exercée par Rome autour de la Mare Nostrum, l'autosuffisance de cette puissance et sa façon de justifier tout abus par le rôle de justicier qu'elle s'approprie, qui révolte Annibal :

## Avertissement de l'auteur
Le sort de cette pièce-ci a été bizarre : je la sentais susceptible d'une chute totale ou d'un grand succès, d'une chute totale parce que le sujet en était singulier, et par conséquent courait risque d'être très-mal reçu ; d'un grand succès, parce que je voyais que si le sujet était saisi, il pouvait faire beaucoup de plaisir. Je me suis trompé pourtant, et rien de tout cela n'est arrivé. La pièce n'a eu, à proprement parler, ni chute ni succès : tout se réduit simplement à dire qu'elle n'a point plu. Je ne parle que de la première représentation ; car, après cela, elle a encore eu un autre sort : ce n'a plus été la même pièce, tant elle a fait de plaisir aux nouveaux spectateurs qui sont venus la voir ; ils étaient dans la dernière surprise de ce qui était arrivé d'abord. Je n'ose rapporter les éloges qu'ils en faisaient, et je n'exagère rien. Le public est garant de ce que je dis là. Ce n'est pas là tout : quatre jours après qu'elle a paru à Paris, on l'a jouée à la cour. Il y a assurément de l'esprit et du goût dans ce pays-là, et elle y plut encore au-delà ce qu'il m'est permis de dire. Pourquoi le succès n'a-t-il pas eu le même après ? Dirai-je que les premiers spectateurs s'y connaissaient mieux que les derniers ? non ; cela ne serait pas raisonnable. Je conclus seulement que cette différence d'opinions doit engager les uns et les autres à se méfier de leur jugement. Lorsque, dans une affaire de goût, un homme d'esprit en trouve plusieurs autres qui ne sont pas de son sentiment, cela doit l'inquiéter, ce me semble, ou il a moins d'esprit qu'il ne pense : et voilà précisément ce qui se passe à l'égard de cette pièce. Je veux croire que ceux qui l'ont trouvée si bonne se trompent peut-être ; et assurément c'est être bien modeste, d'autant plus qu'il s'en faut beaucoup que je la trouve mauvaise : mais je crois aussi que ceux qui la désapprouvent peuvent avoir tort ; et je demande qu'on la lise avec attention, et sans égard à ce que l'on en a pensé d'abord, afin qu'on la juge équitablement.